# Paquita la del Barrio

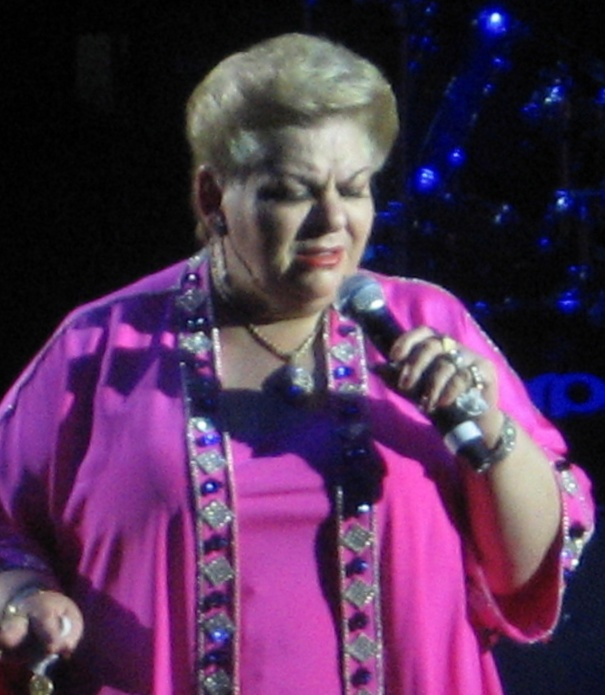
Paquita la del Barrio bei einem Auftritt in Monterrey, 2008

Paquita la del Barrio, eigentlich Francisca Viveros Barradas (* 2. April 1947 in Alto Lucero, Veracruz; † 17. Februar 2025 in Xalapa), war eine mexikanische Sängerin im Bereich des Ranchera und anderer traditioneller mexikanischer Musikrichtungen.

## Leben
Francisca Viveros begann bereits mit zwölf Jahren, öffentlich auf der Straße zu singen. Ihr Talent sprach sich schnell herum und daher wurde sie gelegentlich von Lehrern gebeten, bei Schulfesten aufzutreten. Sie verließ die Schule zum frühestmöglichen Zeitpunkt und trat im Alter von 15 Jahren ihre erste Arbeitsstelle in einem Standesamt an. Dort verliebte sie sich in ihren rund 30 Jahre älteren Vorgesetzten Miguel Gerardo, den sie heiratete und mit ihm zwei Söhne bekam. Sie waren sieben Jahre verheiratet, bis sie erfuhr, dass er bereits verheiratet war und eine Familie in einem anderen Dorf hatte. Viveros verließ ihn und zog gemeinsam mit ihrer Mutter und ihren Kindern um.
Weil sie sich in der Hauptstadt ein besseres Leben versprach, zog sie 1970 nach Mexiko-Stadt, wo sie bald darauf bei einem Fest einen ersten öffentlichen Auftritt mit ihrer Schwester Viola hatte. Fortan traten sie gemeinsam bei jeder sich bietenden Gelegenheit als Duo unter der Bezeichnung Las Golondrinas (dt. ‚Die Schwalben‘) auf. Wegen ihrer geringen finanziellen Mittel lebten sie zu jener Zeit in Tepito, einem der gefährlichsten Viertel und sozialen Brennpunkte der mexikanischen Hauptstadt.
An einer ihrer nächsten Arbeitsstellen lernte sie ihren zukünftigen Ehemann Alfonso Martínez, den Manager eines Hotelrestaurants, kennen. Sie heirateten 1975 und lebten fortan mit den Kindern aus ihrer ersten Beziehung zusammen.
1977 war ein schicksalhaftes Jahr für Paquita. Zunächst brachte sie Zwillinge zur Welt, die bereits zwei Wochen nach ihrer Geburt aus nicht nachvollziehbaren Gründen starben. Nur drei Monate später verstarb Franciscas Mutter an Diabetes.
Nachdem sie 1978 ein kleines Grundstück erworben hatte, auf dem sie ein eigenes Speiselokal eröffnete, hatte sie 1984 genügend Geld angespart, um die Aufnahme eines eigenen Musikalbums zu finanzieren, nachdem sie bis dahin kein Plattenlabel fand, das die Finanzierung übernommen hätte. Der Aufnahmedirigent bei dieser Produktion, Emilio Jiménez, gab ihr den Spitznamen „Paquita la del Barrio“ (dt. ‚Paquita, die aus dem Viertel‘), der sich wie folgt erklärt: Paquita ist der im spanischen Sprachraum bzw. zumindest in Mexiko übliche Rufname für den Vornamen Francisca. Auf dem ersten Album befindet sich ein Lied namens El Barrio de los Faroles (dt. Das Viertel der Laternen), nach dem auch das Album benannt wurde. Aus der Kombination von „Paquita“ und „Barrio“ ergab sich ihr bis heute üblicher Künstlername.
Ein bedeutender Tag für den weiteren Verlauf ihrer Karriere war der 20. November 1985, an dem sie ihren ersten Fernsehauftritt in der Sendung Hoy mismo hatte. Dort sang sie das Lied Lámpara sin luz und wurde über Nacht einem breiteren Publikum bekannt.
Den nächsten Rückschlag in ihrem Privatleben musste Paquita 1995 hinnehmen, als sie von einem Privatdetektiv erfuhr, dass sie bereits seit 15 Jahren von ihrem Ehemann betrogen wurde. Über diesen langen Zeitraum hatte Martínez eine außereheliche Affäre und eine ebenso alte Tochter mit seiner Geliebten. Obwohl Paquita sich daraufhin von ihrem Mann scheiden ließ, lebten sie immer noch zeitweilig bis zu seinem Tod im November 2000 zusammen und Paquita bezeichnete ihn als „die große Liebe meines Lebens“.
Im Laufe ihrer Karriere nahm Paquita la del Barrio 33 Alben auf, die insgesamt mehr als 20 Millionen Mal verkauft wurden. Zu ihren bekanntesten und erfolgreichsten Liedern gehören Rata de dos patas, Tres veces te engañé, Me saludas a la tuya, Las rodilleras, Las mujeres mandan, La Última parada, Soltero maduro, chiquito und Hombres malvados.
Zweimal unternahm Paquita auch einen Ausflug ins Filmgeschäft und wirkte in den Filmen Modelo Antiguo und Cansada de Besar Sapos mit.
Aufgrund zunehmender gesundheitlicher Probleme musste sie sich 2023 von der Bühne zurückziehen. Am 17. Februar 2025 starb sie in ihrem Haus in Xalapa im Kreise ihrer Familie.

## Diskografie (Auswahl)
- 2019: Juro que nunca volveré (Single, mit Natalia Jiménez, MX: Gold)[4]